# Останній магнат (фільм)
Останній магнат (англ. The Last Tycoon) — американський фільм 1976 року.

## Сюжет
Голлівуд 1930-і роки. Кінопродюсер Монро Стар контролює виробництво декількох фільмів одночасно, йому доводиться мати справу то із завищеними вимогами старіючої кінозірки, то з жорсткими вимогами профспілок. Під час легкого землетрусу на знімальному майданчику Стар бачить дуже красиву дівчину. Монро робить зусилля для того, щоб розшукати її і познайомитися. Незабаром побачення Монро Стара і Кетлін Мур переростають у бурхливий роман, який на деякий час відлучає Стара від кіновиробництва, проте тільки лише на деякий час.

## У ролях
| Актор            | Роль            |
| ---------------- | --------------- |
| Роберт Де Ніро   | Монро Стар      |
| Тоні Кертіс      | Родрігес        |
| Роберт Мітчем    | Пет Бреді       |
| Жанна Моро       | Діді            |
| Джек Ніколсон    | Бриммер         |
| Дональд Плезенс  | Бокслі          |
| Рей Мілланд      | Флейшекер       |
| Дена Ендрюс      | Ред Райдінгвуду |
| Інгрід Боултінг  | Кетлін Мур      |
| Пітер Штраус     | Вайлі           |
| Тереза Расселл   | Сесілія Бреді   |
| Тайг Ендрюс      | Пополос         |
| Морган Фарлі     | Маркус          |
| Джон Керрадайн   | гід             |
| Джефф Корі       | доктор          |
| Дайан Шалет      | секретар Стара  |
| Сеймур Кессел    | тренер          |
| Анжеліка Х'юстон | Една            |
| Бонні Бартлетт   | секретар Бреді  |
| Шерон Мастерс    | секретар Бреді  |